# ヴィンコ・グロボカール
ヴィンコ・グロボカール（Vinko Globokar、1934年7月7日 - ）は、スロベニア人の両親の元にフランスで生まれた作曲家、即興演奏家、トロンボーン奏者。
グロボカールの作品は型にはまらないextended technique（超技術、en:Extended technique）の使用が特徴的で、同世代の作曲家ではサルヴァトーレ・シャリーノ、ヘルムート・ラッヘンマンと密接な関係を持っている。しかし、シャリーノやラッヘンマンと違って、グロボカールは自発性と創造力を重要視していて、即興を必要とすることも多い。多作ではあるが、実験音楽の世界以外ではグロボカールの名はあまり知られていない。だが彼の音楽は1970年代前半ごろから、「政治（社会）参加の音楽」という側面が前面に現れてきている。
一方、トロンボーン奏者としては、1959年パリ国立高等音楽院のトロンボーン科で一等賞をとって以来、その超絶的な技巧で知られる。また循環呼吸による無限奏法をはじめ、多くの新しい奏法を開発している。自作の他、ルチアーノ・ベリオ、マウリシオ・カーゲル、カールハインツ・シュトックハウゼン、ルネ・レイボヴィッツ、武満徹の作品の初演をしている。
2022年にドイツ音楽作家賞生涯功労賞を受賞した。

## 経歴
グロボカールはフランスのムルト＝エ＝モゼル県アンデルニーに生まれた。ロレーヌの鉱山地域でスロベニア人が多く暮らす村テュクニューで育った。両親はスロベニア人で、父親は鉱山労働者として働き、村のスロベニア人合唱団で歌っていた。グロボカールはスロベニアの民俗音楽を聴き、スロベニア人教師からピアノ教育を受けた。そして学校ではフランス語とフランス文化に親しむようになった。2つの文化の間で生まれた緊張が、彼の子供時代を形成した。1947年、13歳のグロボカールはユーゴスラビアの一部であるスロベニアのジュジェンベルクに両親と共に帰国し、首都リュブリャナの寄宿高校へはいった。学生寮のビッグバンドに参加し、15歳の時トロンボーンを始め、17歳でリュブリャナ放送のビッグバンドにスカウトされる程に腕をあげ、ジャズ・トロンボーン奏者として頭角をあらわした。
1955年に奨学金を得てパリへ移り、パリ国立高等音楽院に留学、アンドレ・ラフォス（André Lafosse）からトロンボーンを学んだ。学業と同時にジャズ・トロンボーン奏者としてキャバレーやクラブ、クラシック、映画音楽など様々なジャンルで演奏経験を積んだ。卒業後に友人の紹介でルネ・レイボヴィッツ（エーリッヒ・イトル・カーンの弟子の1人）から4年間、作曲の個人レッスンを受けた。レイボヴィッツの自宅でのサロン・コンサートにはサルトルやレヴィ=ストロースなどがしばしば招かれており、グロボカールも様々な分野の専門家と接して興味の範囲を広げ、また前衛音楽演奏家としてのキャリアを積んだ。
1964年にはDAADからの奨学金を得てベルリンに移り、ルチアーノ・ベリオの下で作曲を学び、また彼からシュトックハウゼンやブーレーズの音楽活動を学んだ。グロボカールはベリオのトロンボーン独奏のための『セクエンツァV』を共同制作し、1966年に初演している。
1965年から翌年にかけてグロボカールは、ルーカス・フォスからの招きで米国に渡り、ニューヨーク州立大学バッファロー校で作曲家兼演奏家として滞在した。この時期に彼はオーケストラと合唱のための大作『道』を作曲し初演、それを機に出版社のペータースと契約することになった。
1966年に米国から帰国後、グロボカールはオペラ『Aus den Sieben Tagen（7つの日から）』で作曲者カールハインツ・シュトックハウゼンと仕事をし、またダルムシュタット夏季新音楽講習会でハインツ・ホリガー、アイロス・コンタルスキーらと共に即興演奏を行った。グロボカールはシュトックハウゼンの推薦でケルン音楽大学にトロンボーン・クラスを開設し、1967年から1976年までトロンボーンと作曲を教えた<。
1969年にグロボカールはベルリンで、フリー・インプロヴィゼーション・グループ、ニュー・フォニック・アート（New Phonic Art）を（共同で）結成した。この即興演奏グループは1982年まで様々な演奏活動を行い、解散した。
1973年にグロボカールはブーレーズに招かれ、「楽器と言語の研究」部門長としてIRCAMに参加した。
1979年にIRCAMを去った後は、ワルシャワ国立フィルハーモニー管弦楽団、東京フィルハーモニー交響楽団、フィンランド放送交響楽団、ケルンWDR交響楽団、エルサレム交響楽団など、多くのオーケストラで指揮をした。1980年から2000年まで、フィレンツェのフィエゾーレ音楽院で20世紀音楽演奏の監督をしている。現在はベルリンに住んでいる。

## 音楽のスタイル
グロボーカルの音楽は、自発性、エネルギー、型破りな楽器な作曲技術の斬新な使用が特色である。その作品は、ジャズやフリー・インプロヴィゼーションというグロボカールの背景を反映して、不確定で即興的である。グロボカールの音色の範囲は非常に多様で、その作品はextended techniquesのあっと言わせるようなものの連続である。たとえば、ソロ・パーカッションのための作品『Toucher』では、演奏者はずらりと並べたパーカッションで音節パターンを演奏しながら、同時に物語を語る。
ヘルムート・ラッヘンマン、サルヴァトーレ・シャリーノ、アーサー・カンペラといった作曲家たちの仕事に、さらにアンソニー・ブラクストン（en:Anthony Braxton）の最近の作品に、グロボカールの音楽世界の影響は感じられるかも知れない。

## 主な作品
詳細は「グロボカールの作品一覧」を参照
- タイトル / テキストの著者 (原題) 作曲年【編成】

### 舞台作品
- 移民-三連画. 1 不幸, 2 現実/瞬間, 3 国境の星座 (Les émigrés, triptique. 1. Miserere, 2. Réaités/Augenblicke, 3. Sternbild der Grenze) 1982-1986【1: 5 narrators, orch, jazz trio, 2: 5 solo vv, tape, film, projection of slides, 3: B, MS, 5 solo vv, 18 inst】[7]

### 管弦楽曲
- 道 / マヤコフスキー (Voie / Maiakovsky) 1965-1966【narrator, chorus, orch】[7]
- 民謡のためのエチュード II (Etude pour folklora II) 1968【orch】[7]
- 労働 (Labour) 1992【large orch】[16]
- 人質 (Les otages) 2003【orch, sampler】[16]

### 声楽付合奏曲
- 一致 / グロボカール (Accord / Globokar) 1966【S, fl, trbn, vc, elec org,, perc】[7]
- 夢占い (心理劇) / サングイネーティ (Traumdeutung (psychodrama) / Sanguineti) 1967【4 chorus, cel, harp, vib, gui, perc】[7]
- 変わらない一日 (Un jour comme un autre) 1975【S, 5 insts】[7] [17] [18]
- 背中合わせ (Dos a dos) 1988【2 solo vv (transpotable instruments)】[7][19]

### 室内楽曲
- ディスクール I (Discours I) 1967【trbn, 4 perc】[7]
- 交感 (Correspondences) 1969【1 ww, 1 brass, 1 perc, 1 kbd】[7]
- ドラマ (Drama) 1971【pf, perc】[7]
- 鉄の山 (Eisenberg) 1990【16 musiciens ad lib】[7] [19]
- 見えない時間 (Blinde Zeit) 1993【7 inst】[19][20][21]
- それでも地球は廻っている (Eppure si muove) 2003【conducting trombonist, 11 inst】[19]

### 独奏曲
- 器楽化された声 (Voix instrumentalisée) 1973【b cl】[7][17][18]
- エシャンジュ (Échanges) 1973【1 inst】[7][17][18][22][23]
- レス・アス・エクス・アンス・ピレ (Res/as/ex/ins-pirer) 1973【1 brass inst】[7][17][18][24]

## 来日公演

### 1986年
1986年10月12日に開館した東京のサントリーホールは、オープニング・シリーズとして5人の作曲家に新作を委嘱した。10月15日の初回を飾ったのは武満徹作曲『ジェモー (ふたご座) - オーボエ、トロンボーン、2つのオーケストラ、2人の指揮者のための』であった。この世界初演にトロンボーンソリストとして出演したのがグロボカールである。指揮は井上道義と尾高忠明、オーボエはブルクハルト・グレッツナー、管弦楽は新日本フィルハーモニー交響楽団と東京フィルハーモニー交響楽団であった 。なおこの公演は、「サントリーホール国際作曲委嘱シリーズ」の第1回であった。

### 2004年
「サントリーホール国際作曲委嘱シリーズ」はその後毎年開催され、世界の第一線で活躍する作曲家に管弦楽作品を委嘱しており、グロボカールは2004年のテーマ作曲家に選ばれた。監修は湯浅譲二であった。同年8月23日から30日にかけて、サントリーホールを会場に開催された「サントリー音楽財団サマーフェスティバル2004」では、25日に大ホールで管弦楽作品『労働』 (1992) と『人質』 (委嘱作品、2003) が演奏され、グロボカールは指揮者としてステージに上がった。この委嘱シリーズでは新作だけでなく、テーマ作曲家自らが「影響を受けた作品」と、「注目している若手の作品」を含む選曲を担当する、という基本コンセプトがある。グロボカールが選んだのは、師であるルネ・レイボヴィッツのトロンボーン協奏曲『コンチェルティーノ』 (1960) と、スロベニアの若き作曲家ラリッサ・ヴルハンクの『ホログラム』であった。
また30日の小ホール (ブルーローズ) での室内楽演奏会では、グロボカールの作品4曲が演奏され、彼は指揮及びトロンボーン奏者として登場した。更に初日の8月23日には、「作曲家ヴィンコ・グロボカールは語る」と題したトークが小ホールで行われている 。